# Anita Bay Bundegaard
Anita Bay Bundegaard, née le 31 octobre 1963, est une journaliste et femme politique danoise membre de la Gauche radicale et ancienne ministre.

## Sources
- (da) Cet article est partiellement ou en totalité issu de l’article de Wikipédia en danois intitulé « Anita Bay Bundegaard » (voir la liste des auteurs).